# 破邪大星ダンガイオー
『破邪大星ダンガイオー』（はじゃたいせいダンガイオー）は、1987年から1989年にかけてOVA全3巻がバンダイビジュアルから発売されたロボットアニメ。
2002年にDVD（全1巻）が発売され、2006年にパソコンテレビGyaOにて全3話が配信された。
物語終了から12年後の2001年には、続編に当たるテレビアニメ『破邪巨星Gダンガイオー』が制作・放送された。

## 登場人物

### ダンガイオーサイド
ターサン博士の生み出した、超能力を持つ4人のパイロットと彼らが操縦する戦闘機（ダンメカニック）、それらが合体する巨大ロボット「ダンガイオー」で構成される。ターサン博士はこれを宇宙海賊バンカーに売り渡そうとしていたが、4人に脱走されたうえに彼らをフォローするうちに自らも裏切り者と見なされ、追われる身となる。博士は当初はミア達に対し彼女たちの素性について「自分が生み出した人造人間のようなもの」と説明していたが、これは偽りであり、超能力を持つ人間を宇宙の各地から集め、記憶消去の上で改造したものである。
ミア・アリス
声 - 荘真由美
本編の主人公。潔癖症気味な性格で悪には屈しない強い信念を持った美少女。色白で茶色のロングヘア、青い目が特徴。
見かけによらず実際は熱い性格。争い事は好まず、敵であろうと弱った相手には単身で助けに行くほど。
念動力、飛行能力、バリア能力、衝撃波など、ダンガイオーチーム4人中最大の超能力を持つが、不安定で制御しきれていない。故郷が地球であるという、断片的な記憶は第1話の時点で思い出していたが、他の3人が過去を思い出す中で自らだけは完全に思い出せずにいた。第1話で一旦は地球へ戻ったものの、仲間達と共にチームとして戦い続けることを決め、地球を後にする。
カセットブック版ではバンカーの尖兵となった兄のマイトと戦うことになり、ターサン博士に誘拐される前から、その強大な超能力を狙う裏社会の暗黒組織に追われていたことや、名前は漢字で書くと有栖美亜（ありす みあ）になることが語られる。
続編『破邪巨星Gダンガイオー』にも登場する。
ロール・クラン
声 - 神谷明
ダンガイオーのメインパイロット。走ることで衝撃波を発生させる超能力を持つ。青（黒）髪に赤い目が特徴。
普段はおとなしく弱気な性格だが、ダンガイオーへ乗り込むと強気な性格へ変貌する。決め台詞は「ダンガイオー、見参!!」。
かつては故郷の惑星ラテシアでバンカーと戦うレジスタンスのリーダーだったが、先の見えない戦いに嫌気が差した部下のフラッシュとバーストの裏切りに遭い、殺害された。その後、ターサンによって蘇生・改造されたことが第3話で判明する。なお、弱気な性格は前述の殺害のトラウマによるものであり、本来の性格はダンガイオーへ乗り込んだ際のものである。また、第3話ではレジスタンス当時の恋人のミドーが登場している。
合体シーンの描写や台詞は、1970年代のスーパーロボットアニメに多く出演した神谷へのセルフパロディである。
ランバ・ノム
声 - 岡本麻弥
チーム中最年少の少女。銀髪のボブカットに水色の目、チョーカーをしている。指先から破壊光線を発射する超能力を持つ。弱気だが本心は強気。かつてはリリス星の王女であった。バンカーの襲来時、父である王によって逃がされるが、結局はターサンに保護される形で捕まり、改造された。
第2話で記憶を取り戻し、元侍女のシャザーラと戦うことになる。ダンガイオーの腕を構成する機体に乗っているため、ロールにブーストナックルで発射される度に悲鳴をあげ、「勝手に飛ばすな!」と怒ることもある。
サイキック・ウェイブを放つ際のダンガイオーの掌にはリリス王家の紋章が浮かぶため、第2話でそれを見たシャザーラは涙した。
パイ・サンダー
声 - 松井菜桜子
チーム中最も好戦的な少女で口が悪いが、根は優しい。くせ毛の青い髪、緑色の目、褐色の肌、ロボット兵を素手で破壊できるほどの怪力を持つ。その素性はバンカーの首領ガリモス大船長の娘で、本名はバリアス。
ガリモスを敬愛しているため、第1話で記憶を取り戻した際にはロールを手みやげにバンカーへ舞い戻る。しかし、ガリモスから忠誠の証としてロールの殺害を迫られたため、これを拒否して改めて「パイ・サンダー」を名乗り、バンカーに反逆する。
ターサン博士
声 - 青野武
ダンガイオーチーム4人やギル・バーグに、兵器としての改造を施した科学者。金髪、灰色がかった肌に長い耳など、地球人とはやや異なる風貌をしている。
第1話でバンカーにダンガイオーチームを兵器として売ろうとするが、4人が逃げたためにヨルドとディラのサイボーグ2人を刺客として差し向けるも倒され、パイがガリモスに反逆したと同時に自らも反旗を翻す。第3話でダンガイオーチームを逃がすため、己の脱出を諦めて艦のワープビームを使用し、爆発する艦と運命を共にした。

### 宇宙海賊バンカー
宇宙のブラックマーケットを牛耳って各惑星への侵略と略奪を繰り返しており、略奪し尽くした惑星を破壊することもある。「裏切り者は絶対に許さない」という掟があり、その忠誠には命を賭けた絶対の信念を求められる。
ギル・バーグ
声 - 千葉繁
元ターサンの部下のサイボーグ。金髪をリーゼント気味に逆立てている。右手をはじめとする身体の各部は完全に機械化されており、右目は白目の部分がピンク、瞳孔が黄色というデザインかつ小型レーザー発射装置でもある。最強兵器としての誇りを持っていたが、ダンガイオーチームの登場によってその立場を追われたうえ、改造されたことをチーム中最も嘆いているミアを逆恨みして目の敵にする。ガリモスと謁見した際には自らを売り込むため、まだ生身だった左目をえぐり出し、その場で握りつぶしてみせた。それ以降、隻眼である。
第1話の地球における戦いで死んだと思われたが、第3話では復活しており、かつて地球で自らに情けを掛けたミアに対する逆恨みの念をより燃やしていた。ギル・ギアでダンガイオーを相打ちとはいえ倒したことをガリモスに認められ、戦死したダァティラの後釜としてバンカー四天王へ昇進する。
ガリモス大船長
声 - 緒方賢一
バンカーの支配者で、パイ・サンダーの父。人間よりはるかに巨大な身体の肩には、道化のような顔が存在する。上記の信念を徹底していることに加え、実娘の戦闘兵器への改造をターサンに平然と依頼するほど、冷酷非情な性格でもある。
闘将メスティラ、猛将ゴウティラ、賢将サンティラ、妖将ダァティラ
声 - 塩屋浩三（メスティラ）、大竹宏（ゴウティラ）、阪脩（サンティラ）、郷里大輔（ダァティラ）
バンカー四天王。いずれもガリモスに次ぎ、腹に人間としての頭部が存在する異形の肉体を持つ。
第3話でダアティラが四天王中唯一の戦死者となり、その後釜にはギルが昇進した。
シャザーラ
声 - 勝生真沙子
第2話に登場。盛り上がった赤い髪にヘアバンドを巻いた美女。かつてはリリス星の王家の侍女としてランバにも仕えていたが、バンカーの襲来時に当初の抗戦姿勢から降伏の姿勢に転じ、結果的に民と星を犠牲にした王家を恨み、ランバを殺害するためにバンカーへ入って女戦士となった。
念動力を持つドムドン、パイをも上回る身体能力を持つオスカーの2人の部下を率い、アイザム・ザ・サードでダンガイオーに挑むも、スパイラルナックルの前に散った。
キルケル、フォーク
声 - 中村大樹（キルケル）、山口健（フォーク）
第3話に登場。
フラッシュ、バースト
声 - 堀川亮（フラッシュ）、井上和彦（バースト）
第3話に登場。2人ともオカマで、フラッシュは金色の短髪にオネエ言葉で喋り、バーストは銀色の長髪に丁寧な口調で喋る。かつては故郷の惑星ラテシアで上司のロールと共にバンカーへのレジスタンス活動を続けていたが、先の見えない戦いに嫌気が差し、2人で彼を殺害してバンカーへ入った。
ライドールとブラストでダンガイオーに挑むも、サイキック・ウェイブの前に球状に捻り潰されて圧死した。

### カセットブック版オリジナル
マイト・アリス
声 - 松本保典
ミアの兄。ミアと同様に超能力を持ち、ターサンによってサイキック戦士へ改造された。地球での記憶を全て持っており、裏社会の暗黒組織に両親を殺されて自らも追われ続けた過去から地球の全人類を憎み、いずれはバンカーを乗っ取って地球に復讐しようと企んでいる。また、超能力のレベルはミアと同等であるが、彼女と違って制御できる。名前は漢字で書くと「有栖真人」。

## 登場メカニック
ダンガイオー
漢字で彈劾凰と表記する。宇宙海賊バンカーを率いる大船長ガリモスが、ターサン博士に作らせた宇宙最強のスーパーロボット。ミア・アリスの「クロス・ファイト！ ダンガイオーッ!!」の掛け声と共に4機の戦闘機（ダンメカニック）が合体して巨大ロボット・ダンガイオーとなる。合体後のメインパイロットはロール・クラン。スマートな体型と髑髏のような顔が特徴。
バイオメタルや形状記憶素材で構成されており、ダン・メカニック時とダンガイオー合体時では細部が一部変化する。
パイロット4人は誘拐されて過去を抹消されたうえで生体改造された超能力者で占められており、各々の能力の大小がダンガイオーのパワーに影響する。また、4人の心が1つにまとまっていないとパワーダウンし、まとまっていると感情の高ぶりに合わせてパワーアップする。
第3話で連戦を経てエネルギー切れ寸前のところをギル・ギアに強襲されて相打ちとなり、コクピットブロックを残して爆砕した。
- 大張正己によれば、名前の由来は弾劾裁判所であり、「悪を挫き、裁く王様」からとのこと。また『超獣機神ダンクーガ』の番組タイトルを決める社内コンペにて名前を出したとも証言している。

装備、技
ブーストナックル
腕部のブレードを展開し、高速で射出して攻撃する、いわゆるロケットパンチである。両腕を胸の前に掲げて両手を組み、回転させながら打ち出す発展技「スパイラルナックル」も存在する。
大張正己が後年に自身のTwitterで明かしたところによれば、スパイラルナックル発射時のBGMは彼の描いた絵コンテの秒数を渡辺宙明が測ったうえで作ってくれたため、完璧に映像とシンクロしたという。
ショルダーカッター
肩部に内蔵された小型のカッターを射出する。連射可能。また、フロントアーマーにもショルダーカッターと同様の発射口があるが、使用したことはない。
ダンガイビーム
額から青く輝くビームを発射する。派手な演出で牽制などに多用されたが、敵を倒した必殺技としては使われることはなかった。
ダンガイソード / 破邪の剣
大型の剣。刃部は使用時に成形される特殊合金でできており、その攻撃力は強固な装甲を誇るブラッディIをも一撃で一刀両断できるうえ、OPでは小惑星を両断するような描写もある。鞘などはなく、両手拳の側面を合わせることで出現する。
ドラマCD『破邪大星ダンガイオー弾劾凰対イクサー1 宇宙大激突』では「ダンガイソード」、スーパーロボット大戦シリーズでは「破邪の剣」とロールは叫んでいる。
サイキック・ウェイブ
ダンガイオーの必殺技。機械増幅された念動力を掌から撃ち出すことができる。このとき掌の紋章（リリス王家の紋章）が発光する。第2話まではサイキック・ウェイブで捕縛した相手に破邪の剣、スパイラルナックルで止めを刺していたが、第3話ではサイキック・ウェイブのまま押し潰している。また、ギル・ギアとの最終決戦にて使用したフルパワーのサイキック・ウェイブは、ビームとも衝撃波とも言えぬ強烈な光の波を発生させ、自身もろともギル・ギアを大破させた。サイキック・ウェイブ→破邪の剣の流れには「サイキック斬」という名称がある。
ゲーム『スーパーロボット大戦K』では、ギル・ギアとの最終決戦で使ったフルパワーのサイキック・ウェイブに「ファイナルサイキックウェイブ」の名前が付けられ、最強の必殺技として扱われた。

空中戦車
ターサンが配下に使わせていた機動兵器。バルカン、プラズマ砲、ハイパーナパームを装備している。
ブラッディI
第1話に登場。ギルが搭乗した、バンカーの大型重機動兵器。全高数十m（ダンガイオーの数倍のサイズ）にもおよぶ怪獣のような外見をしており、動きは遅いが装甲が厚く攻撃力が高い。
サイキック・ウェイブによって身動きを封じられ、破邪の剣（サイキック斬）で両断された。ミサイルランチャーと大型プラズマ砲を装備している。
ブラッディII
ブラッディIの一部で、状況に応じて分離できる小型（ダンガイオーとほぼ同サイズ）の人型機動兵器。普段はブラッディIの装甲内に格納される形で連結している。
動きは俊敏だが、武装は近接用のブラッドソードのみ。途中でこちらの形態に分離したが、力押しのほうが得策と踏んだギルは再びブラッディIと連結した。
アイザム・ザ・サード
シャザーラ、ドムドン、オスカーらが搭乗する3機のメカが合体して生まれる黄金色の巨大ロボット。メインパイロットはシャザーラ。背部のユニットを展開し、必殺技「プラズマタイフーン」を発生させるほか、爆雷を装備し、格闘能力も高い。分離・再合体による回避も見せた。
ランバの意思により、スパイラルナックルで撃破された。
ライドール
フラッシュが搭乗するバンカーの機動兵器。騎士を模したようなデザインであり、ミサイルランチャー、右手にソード、左手にシールドを装備。シールドの中心にある宝石のような球体は、エネルギー（ダンガイビーム）を反射することもできる。ダンガイオーへ豪快に突撃するが、一本背負いで投げられたブラストに激突した瞬間にサイキック・ウェイブを浴びせられ、ブラスト共々球状に捻られながら圧迫された末に爆発する。
ブラスト
バーストが搭乗するバンカーの機動兵器。こちらは1本足の案山子のようなデザインで、下半身はほぼ存在しないほどに細い。ミサイルランチャーとクローを装備。ダンガイオーを拘束しようとするが、一本背負いで反撃されてライドールに激突した瞬間にサイキック・ウェイブを浴びせられ、ライドール共々球状に捻られながら圧迫された末に爆発する。
ギル・ギア
サイボーグとして復活したギルの駆る巨大ロボット。濃紺と銀で彩られ、全メカニック中最も機械色が強い。背部には大型のスラスターユニットを搭載し、ダンガイオーの追従を許さない機動力を有する。なお、双眼に相当するツインアイはギルに合わせ、右側しか点灯していない。
ダンガイオーをほぼ全壊にまで追い込むが、身を挺したフルパワーのサイキック・ウェイブの直撃に遭い、撃破される。
ガトリングキャノン
両腕に各3門搭載されている。強固なダンガイオーの装甲を簡単に削り落とす威力を持つ。
ソード
2本装備しており、柄部は斧のような形状をしている。ダンガイオーの破邪の剣を簡単に叩き割る切れ味を持つ。
メガプラズマキャノン
腹部装甲を展開して撃ち出す、ギル・ギアの必殺技。本機の全長以上に巨大なビームの塊となり、ターサンの大型戦艦をも一撃で行動不能に陥らせる圧倒的な威力を誇る。ダンガイオーでさえメガプラズマキャノンの威力には耐え切れず大破し、全壊寸前にまで追い込まれた。
フォボス
カセットブック版オリジナルのロボット。マイト・アリスが操縦する。

## 制作
1980年代に『機動戦士ガンダム』を端緒として開花したリアルロボット系アニメのブームは、数年と経たないうちにそれまでのいわゆるスーパーロボット系アニメを駆逐するまでになっていた。その一方、1980年代中頃からアニメ業界の第一線に台頭し始めた若手クリエイターの中には、1970年代のスーパーロボット系アニメの影響を受けてアニメ業界を志した者が少なくなく、彼らやそのファン層には1970年代の荒唐無稽なロボットアニメを懐かしむ風潮が高まっていた。
そのような状況にあった1980年代中盤、OVAとして『大魔神我』（だいまじんが）が企画された。これは永井豪の『マジンガーZ』を原作として、平野俊弘、會川昇、大畑晃一など当時の若手クリエイターがストーリーとメカの両面で大胆なアレンジを加えるリメイク作品として構想されていた。しかし、この企画は一部の準備稿と會川による脚本が完成した段階で、諸事情から制作中止となってしまう。この『大魔神我』の企画倒れに伴って急遽穴埋めの代替企画が計画された結果、結実したのが本作と『大魔獣激闘 鋼の鬼』である。そのため、両作には『大魔神我』で予定されていたメインスタッフが参加している。
『マジンガーZ』とは無関係のオリジナルアニメ企画への変更となったため、作品内容についても全面的な練り直しが迫られる結果となったが、『大魔神我』で描かれる予定であった要素も流用されており、志向していたハードなドラマが『大魔獣激闘 鋼の鬼』へ、スーパーロボット特有の派手で荒唐無稽な面が本作へ受け継がれている。かくして、本作はOVAというコアなアニメファン向けの媒体で、当時の主流である「美少女＋超能力」を主軸にしながらも、1970年代のスーパーロボット系アニメを彷彿とさせるオリジナル作品を、当時の若手気鋭のスタッフが中核に立って制作する形になった。
こういったことから、本作には当時最新の表現技法が取り入れられた一方、1970年代のスーパーロボット系アニメへのオマージュ的要素が随所に織り込まれている。たとえば主役ロボットのダンガイオーは、当時の主流であったリアルロボット系作品で多く見られたSF設定の理論補強や、立体として破綻が無くなおかつ可逆的な変形メカニズム、ギミックのスクリプトなどの重視などにはこだわらず、むしろ「戦闘機が合体しても絶対こうはならないロボット形態」「変形合体シーンが1つの山場」「腕をふっ飛ばして敵にぶつける技を持つが、次のカットではもう戻っている」など、1970年代のスーパーロボット系アニメで見られたような荒唐無稽で派手なメカアクションの制作技法をあえて意識し、前面に押し出している。また、堀江美都子と水木一郎による主題歌、渡辺宙明によるBGM、神谷明の演じるロールや技名の叫びなども、1970年代のアニメ作品の様式を踏襲したものである。
作品自体は全3話（第1部）で終了するが、平野のコメントではロールの恋人ミドーを新たなメンバーに加え、復活したダンガイオーを描く第4話の企画もあったことが明かされている。

## スタッフ
- 原案 - 平野俊弘
- 監督、キャラクターデザイン - 平野俊弘
- メカニックデザイン - 河森正治、石津泰志（第1巻）、大畑晃一（第2巻、第3巻）、大張正己
- デザイン協力 - 阿久津潤一、石津泰志、森木靖泰（第3巻）
- モンスターデザイン - わたなべぢゅんいち
- 美術監督 - 荒井和浩
- 撮影監督 - 高橋明彦（第1巻）、小西一廣（第2巻、第3巻）
- 音響監督 - 本田保則
- 音楽 - 渡辺宙明、水谷薫（第3巻）
- プロデューサー - 三浦亨、浅沼誠（第1巻、第2巻）、鈴木敏充（第3巻）
- 製作 - AIC、ネットワーク（第1巻）、アートミック（第2巻、第3巻）

## 主題歌
オープニングテーマ
「CROSS FIGHT!」（第1巻・第2巻）
作詞 - 大津あきら / 作曲・編曲 - 渡辺宙明 / 歌 - 堀江美都子、水木一郎
「Cheap Thrills」（第3巻）
作詞 - 榊原武 / 作曲 - 大原辰之 / 歌 - 中井秀美

エンディングテーマ
「心のオネスティー」（第1巻・第2巻）
作詞 - 大津あきら / 作曲・編曲 - 渡辺宙明 / 歌 - 堀江美都子
「Who's Gonna Win?」（第3巻）
作詞 - 榊原武 / 作曲 - 大原辰之 / 歌 - 中井秀美

## 各話リスト
| 話数  | サブタイトル           | 脚本                                | 絵コンテ                   | 演出     | 作画監督                                   | 発売日         |
| ----- | ---------------------- | ----------------------------------- | -------------------------- | -------- | ------------------------------------------ | -------------- |
| 第1話 | クロス・ファイト!!     | 会川昇                              | 平野俊弘 大畑晃一 大張正己 | -        | 大貫健一 大張正己 垣野内成美（作画監督補） | 1987年9月28日  |
| 第2話 | 涙のスパイラルナックル | 会川昇                              | 平野俊弘 西森明良          | 西森明良 | 大貫健一 大張正己                          | 1988年10月25日 |
| 第3話 | 復讐鬼ギルバーグ       | 平野俊弘（脚色） 会川昇（脚本協力） | 平野俊弘 大畑晃一          | 西森明良 | 平野俊弘（総作画監督） 西井正典 大張正己   | 1989年7月25日  |

## 関連商品
- 『無敵少女ラミー』（原作：石川賢、作画：平野俊弘） - 徳間書店発行。本作の原案となった漫画。本作終了後に追加されたエピソードではメタフィクションネタとしてミア・アリスが登場する。
- カセットブック『破邪大星ダンガイオー』 - 発売元：朝日ソノラマ、1989年発売。オリジナルキャラとして戦士マイトが登場。
- ドラマCD『破邪大星ダンガイオー弾劾凰対イクサー1 宇宙大激突』 - 発売元：ポリドール
- 破邪大星ダンガイオー - PC-8801用アドベンチャーゲームソフト。発売元：テクノポリスソフト、1990年発売。ストーリーはゲームオリジナルストーリーでダンガイオーがリアン王女を救出する話。
- 破邪大星ダンガイオー 音楽集 - 2007年廉価版として再発売。5000枚限定。
- 破邪大星ダンガイオー2.3（サントラ） - 1989年発売。現在廃盤。
- 『真彈劾凰聖伝 DOLL』（作：平野俊弘） - 学研発行。本作のキャラクターを使用し、世界観を再構築した漫画。巨大ロボットは登場しない。本作とは別キャストでのドラマCD化もされた。
- リボルテック No.023 ダンガイオー - 海洋堂の低価格アクションフィギュアシリーズ第11弾として発売。作中のデザインを元とした造形になっている。サイキック・ウェイブを再現した手首や破邪の剣が付属する。
- 完全変形ダンガイオー - スタジオハーフアイのガレージキット。完全変形の名の通り、一切の差し替えなしで各メカの変形・合体を再現している。商品オリジナルとして第1話での強制合体状態にミア機とランバ機が合体した巡航形態に合体できる。
- スーパーロボット大戦シリーズ - ロボットアニメのクロスオーバー作品。キャラクターとロボットが登場している。
  - スーパーロボット大戦COMPACT2（WS）
  - スーパーロボット大戦IMPACT（PS2）
    - 上記2作では原作では決着のつかなかったバンカーとの決着をつけている。

  - スーパーロボット大戦K（DS） - 『COMPACT2』と『IMPACT』でバンカーとの決着をつけたのに対し、本作は原作終了後という設定。ギル・バーグがバンプレストオリジナルの敵勢力「イディクス」および他作品の敵勢力との関係が深く、結果として彼の暗躍によってイディクスの幹部2人が主人公部隊によって倒されることになった。
  - スパロボ学園（DS） - ゲーム内に登場する戦闘シミュレーター「スパロボバトル」にキャラクターと機体が登場。
- 機動戦隊アイアンサーガ　- 2019年に本作とのコラボレーションを開催[13]。

## その他
- 『機動警察パトレイバー』の初期OVAシリーズは本作と同時期に同じくバンダイビジュアルからリリースされており、同じくロボットアニメのOVAということから共同プロモーションがかけられていた。また、第4話冒頭部で、命令を無視して粗暴な行為に及んだレイバーの操縦者である太田に対して、上司の後藤が「お前達が乗っているのはグレートマジンガーか? ダンガイオーか?」と詰る場面が存在する。
- ドラマCD『破邪大星ダンガイオー弾劾凰対イクサー1 宇宙大激突』には、本作の続編として、『破邪大星ダンガイオー2』の予告があったが、続編は新たなキャラクターを中心に据えた『破邪巨星Gダンガイオー』となった。
- 『勇者特急マイトガイン』に登場するマイトガインの合体シーンにてコックピットからの視点が挿入されるが、これは『マイトガイン』監督の高松信司が大張が参加したダンガイオーの合体シーンを見て、大張に依頼したと語っている[14]。